# Obrovac (Croatie)
Pour les articles homonymes, voir Obrovac.
Obrovac est une ville et une municipalité située en Dalmatie, dans le Comitat de Zadar, en Croatie. Au recensement de 2001, la municipalité comptait 3 387 habitants, dont 83,97 % de Croates et 12,84 % de Serbes et la ville seule comptait 1 055 habitants.

## Localités
La municipalité de Obrovac compte 12 localités : 
- Bilišane
- Bogatnik
- Golubić
- Gornji Karin
- Kaštel Žegarski
- Komazeci
- Krupa
- Kruševo
- Muškovci
- Nadvoda
- Obrovac
- Zelengrad